# Hermann Bunjes
Hermann Bunjes, född 1 september 1911 i Bramsche, död 25 juli 1945 i Trier, var en tysk konsthistoriker och SS-officer. Bunjes, som 1935 promoverades till filosofie doktor, var under andra världskriget direktor för Tyska institutet i Paris och delaktig i tyskarnas konstplundring i Frankrike. Efter att ha gripits av de allierade begick Bunjes självmord.